# Kuropas
Kuropas (deutsch Korpitz, 1936–1945 Korndorf) ist ein Ort der Stadt- und Landgemeinde Korfantów im Powiat Nyski der Woiwodschaft Opole in Polen.

## Geographie
Das Straßendorf Kuropas liegt drei Kilometer westlich von Korfantów (Friedland O.S.), 21 Kilometer östlich von Nysa (Neisse) und etwa 42 Kilometer südwestlich von Opole (Oppeln) in der Nizina Śląska (Schlesischen Tiefebene). Östlich des Ortes fließt die Steinau.
Nachbarorte von Kuropas sind im Nordwesten Myszowice (Mauschwitz), im Osten Korfantów (Friedland O.S.) und im Süden Rynarcice (Rennersdorf).

## Geschichte

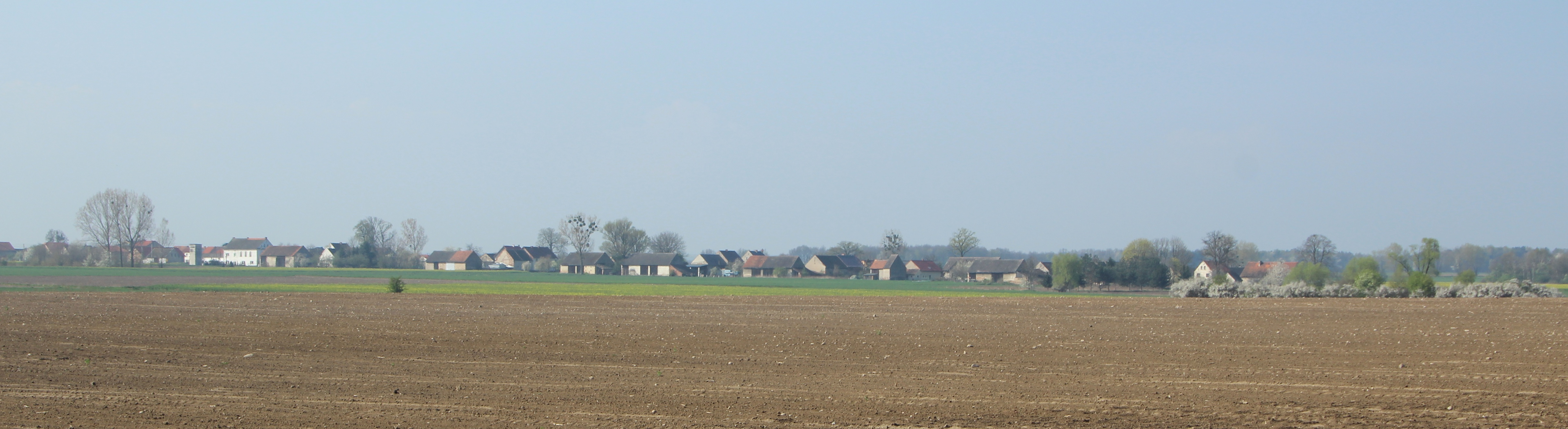
Panorama von Kuropas

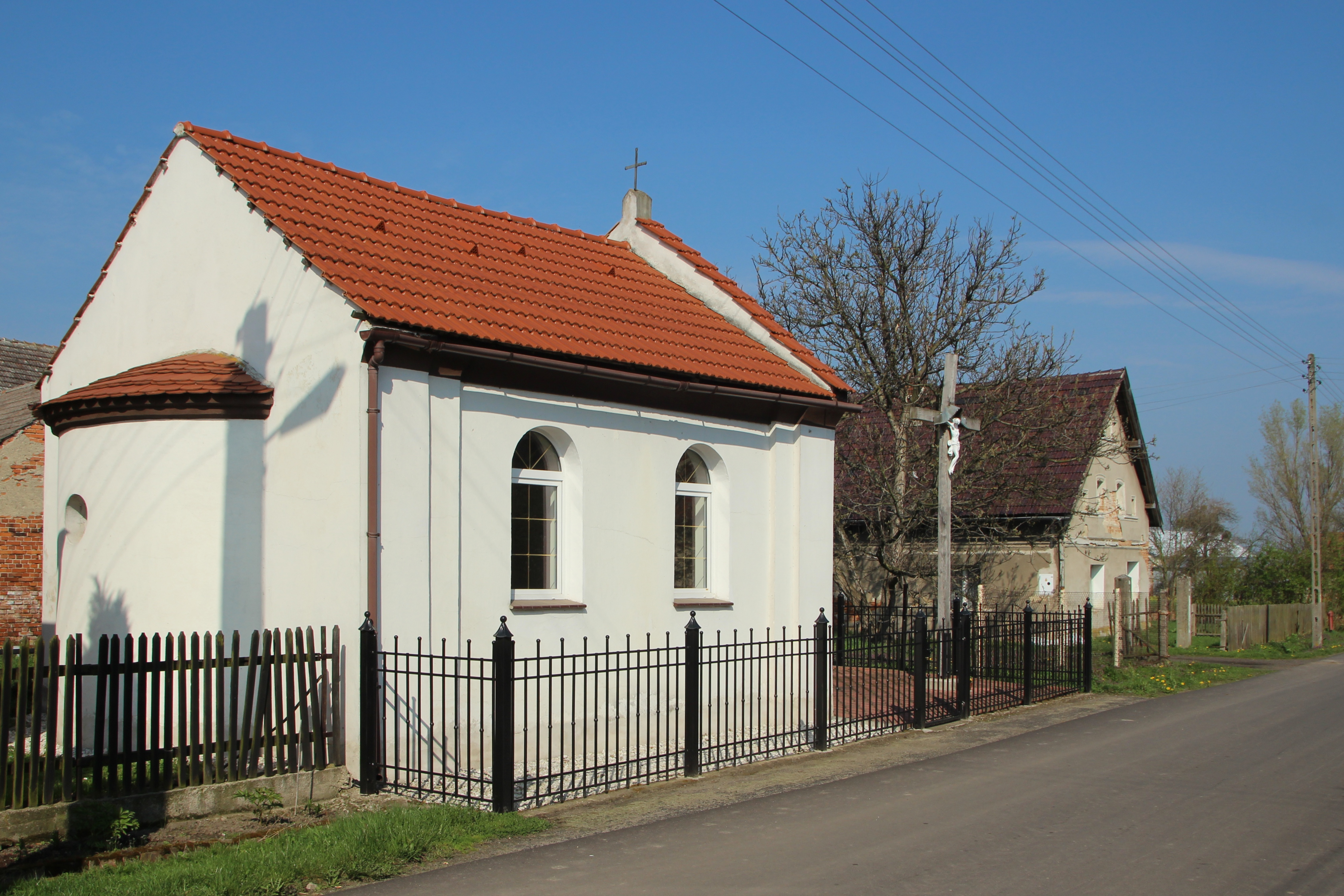
Dorfkapelle mit Wegekreuz

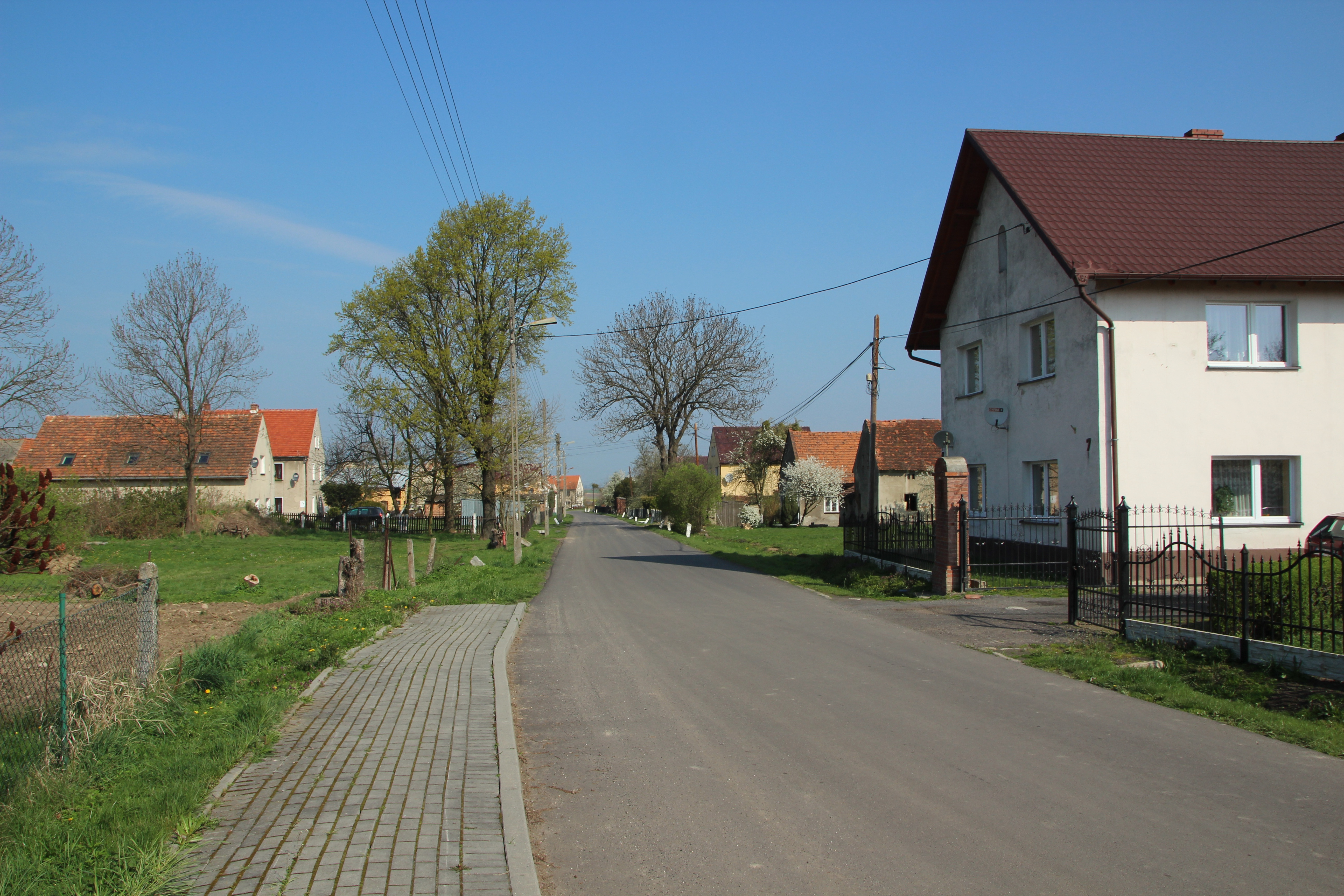
Ortsbild

„Curopasch“ wurde in der ersten Hälfte des 13. Jahrhunderts nach Deutschem Recht gegründet und erstmals im Breslauer Zehntregistger Liber fundationis episcopatus Vratislaviensis aus den Jahren 1295–1305 erwähnt.
Nach dem Ersten Schlesischen Krieg 1742 fiel Korpitz mit dem größten Teil Schlesiens an Preußen.
Nach der Neugliederung der Provinz Schlesien gehörte die Landgemeinde Korpitz ab 1816 zum Landkreis Falkenberg O.S., mit dem es bis 1945 verbunden blieb. Für 1845 ist die polnische Schreibweise Kuropraszcz belegt. Damals bestanden im Dorf 52 Häuser, in denen 253 katholische Einwohner lebten, darunter ein je ein Kretschmer und Schuhmacher und zwei Händler. 1861 wurden 282 Einwohner gezählt. 1865 zählte das Dorf 22 Gärtner- und 11 Häuslerstellen. 1885 zählte Korpitz 197 Einwohner.
1933 hatte Korpitz 179 Einwohner. Am 19. September 1936 wurde der Ortsname in Korndorf geändert. 1939 lebten in Korndorf 170 Bewohner.
Als Folge des Zweiten Weltkriegs fiel Korpitz/Korndorf 1945 mit dem größten Teil Schlesiens an Polen. Nachfolgend wurde es in Kuropas umbenannt. Die einheimische deutsche Bevölkerung wurde weitgehend vertrieben. Die neu angesiedelten Bewohner waren teilweise Zwangsumgesiedelte aus Ostpolen, das an die Sowjetunion gefallen war.
Von 1945 bis 1950 gehörte Kuropas zur Woiwodschaft Schlesien und anschließend zur Woiwodschaft Opole. Seit 1999 ist es Bestandteil des Powiat Nyski.
Am 25. November 2006 wurde das Dorfgemeinschaftshaus eröffnet. Damals lebten 170 Menschen im Dorf.

## Sehenswürdigkeiten
- Dorfkapelle mit Wegekreuz
- Wegekapelle mit Marienstatue
- Wegekapelle mit Marienbild
- Wegekapelle mit Josefsstatue